# Warmtal (Naturschutzgebiet)
Das Naturschutzgebiet Warmtal liegt auf dem Gebiet der Gemeinde Langenenslingen im Landkreis Biberach in Baden-Württemberg. Es wurde im Jahr 1994 durch das Regierungspräsidium Tübingen ausgewiesen.

## Lage
Das Gebiet erstreckt sich zwischen dem Habsberg und dem Burgberg  ca. 2,5 km nordwestlich des Kernortes Langenenslingen auf den Gemarkungen Friedingen und Emerfeld. Das Gebiet liegt im Naturraum Mittlere Flächenalb und in der geologischen Einheit des Oberjura.

## Schutzzweck
Der Schutzzweck ist laut der Schutzgebietsverordnung „die Erhaltung, Pflege und Verbesserung einer vielfältig strukturierten Kulturlandschaft von besonderer Schönheit als Lebensraum für vom Aussterben bedrohte, gefährdete und geschützte Tier- und Pflanzenarten.“

## Zusammenhängende Schutzgebiete
Das Naturschutzgebiet Warmtal liegt teilweise im FFH-Gebiet Glastal, Großer Buchwald und Tautschbuch und ist vollständig vom Landschaftsschutzgebiet Riedlinger Alb umgeben. Östlich und westlich schließt der Schonwald „Warmtal“ an.